# Джамаа-эль-Джедид
Джамаа-эль-Джедид (араб. المسجد الجدي (Новая мечеть)‎; тур. Yeni Camii) — мечеть в городе Алжир.

## История
Эта мечеть была построена османами в 1660 году. Во время французского колониального правления мечеть называлась Mosquée de la Pêcherie.

## Описание
Мечеть Джамаа-эль-Джедид расположена в городе Алжире, столице Алжира. Она была построена в соответствии с традициями школы Ханафи. Высота купола минарета достигает 24 метров. Четыре угла заключены в четыре восьмиугольных купола. Из площадей между этими квадратными пространствами створки ствола покрывают три стороны, а четвёртая область, обращенная к стене Кибла, покрыта четвёртым сводом, имеющим три арки, и с обеих сторон окружена двумя проходами.